# Tabanus atratoides
Tabanus atratoides är en tvåvingeart som beskrevs av Burger 1988. Tabanus atratoides ingår i släktet Tabanus och familjen bromsar. Inga underarter finns listade i Catalogue of Life.